# Ochthebius caucasicus
Ochthebius caucasicus es una especie de escarabajo del género Ochthebius, familia Hydraenidae. Fue descrita científicamente por Kuwert en 1887.
Se distribuye por Irán. Mide 2,4 milímetros de longitud. Se ha encontrado a altitudes de hasta 1900 metros.